# Minojski pečati
Minojski pečati so odtisni pečati v obliki izrezljanih dragih kamnov in podobnih kosov iz kovine, slonovine in drugih materialov, proizvedenih v minojski dobi. So pomemben del minojske umetnosti in so jih našli v velikih količinah na določenih lokacijah, na primer v Knososu, Maliji in Fajstosu. Očitno so bili uporabljeni kot sredstvo za identifikacijo dokumentov in predmetov.
Minojski pečati so majhni, 'žepni', v maniri osebnega amuleta. Številne slike so podobne velikosti človeškega nohta, z velikim deležem nohta mezinca. Morda bi jih imeli za enakovredne žepnim, 3 cm velikim skaraboidnim pečatom iz Starega Egipta, ki so jih včasih posnemali na Kreti. Vendar so lahko minojski pečati večji, z največjimi primerki, ki merijo več centimetrov.
Minojski pečati so najpogostejša ohranjena vrsta minojske umetnosti za lončarstvom, od EM II naprej jih je znanih več tisoč, poleg več kot tisoč odtisov, od katerih se le nekaj ujema z ohranjenimi pečati. Cilindrični pečati so pogosti v zgodnjih obdobjih, veliko manj kasneje. Posebej pogosti so pečatniki z različnimi oblikami in več ploskvami, kar je nenavadno v primerjavi s kasnejšimi in sosednjimi kulturami: »lentoidni« imajo dve ploskvi, običajno zakrivljeni proti tankemu krožnemu robu, veliko pa je tudi »prizmatskih« s tremi ravnimi ploskvami. Delavnica za izrezovanje pečatov iz MM, ki so jo izkopavali v Malii, je večinoma izdelovala ta tip; tukaj, tako kot na vseh ohranjenih pečatih, obstajajo velike razlike v kakovosti rezbarije. Pogosto so pečati preluknjani, tako da jih lahko nosili okoli vratu ali zapestja na vrvici. Verjetno je bilo veliko zgodnjih primerkov iz lesa in niso preživeli. Slonovina in mehak kamen sta bila glavna preživela materiala za zgodnje pečate, katerih oblika je bila pogosto oblikovana kot živali ali ptice. Od srednjeminojskega obdobja so uporabljali hitre rotacijske svedre, ki so omogočali uporabo trših kamnov.
Kasnejši so nekateri izjemno fino vgravirani dragulji; drugi pečati so v zlatu, običajno na pečatnih prstanih. Prikazane teme pokrivajo celotno paleto minojske umetnosti. Tako imenovani Tezejev prstan je bil najden v Atenah; je zlat, s prizorom skoka čez bika v globokem reliefu na ploščatem okvirju. Pilosov bojni ahat je izjemno fino vgraviran dragulj, verjetno izdelan v poznem minojskem obdobju, vendar najden v mikenskem kontekstu. To je pogosta težava: minojska umetnost se je izvažala okoli Egejskega morja in zunaj njega, številne najdbe v mikenskih in drugih kontekstih pa naj bi bile ustvarjene na Kreti ali s strani Krečanov ali na Kreti usposobljenih umetnikov, ki delajo zunaj Krete.

## Upodobljeni subjekti
Nekateri pečati so vklesani na več kot eni strani, kar osem v enem ohišju. Nekateri imajo minojske hieroglife. Večina zgodnjih pečatov ima geometrijske vzorce ali rastlinske oblike. Ptice in živali, tako kopenske kot morske, se običajno pojavijo prej kot človeške figure. Pojavijo se tudi mitološka in fantastična bitja, kot so grifon, sfinga in minojski genij. Figurativne zasnove postopoma postanejo bolj zapletene, vključujejo ples in boginje. Eden pogostih ikonografskih motivov v minojski umetnosti, zlasti freskah, je skok čez bika; ilustrirani primer prikazuje skakača in bika. Druge teme so različne, vključno z na primer: 'lončenina in rastlina' (s 5 polmeseci lune/planeta), 'soočene koze' in 'ena ptica'.
V veliki skupini pečatov iz palače v Fajstosu, za katere se zdi, da so zgodnji MM II ali okoli leta 1800 pr. n. št., sta več kot dve tretjini od skoraj 300 modelov abstraktnih vzorcev, nekateri zelo preprosti, drugi pa zapleteni in prefinjeni. Ostro ukrivljenost teles, značilna za človeške figure skakačev čez bike, je pogosto vidna pri živalih v okroglih slikah, čeprav so druge vidne v naravnem profilu. Zdi se, da nekateri pečati kažejo svojo odvisnost od podob s fresk, tako da imajo dado črte ali ornamente pod glavno podobo, značilno za minojsko slikarstvo.
V MM III, od c. 1700 se pojavi razred talismanskih pečatov, za katere se domneva, da so imeli magično funkcijo. Pogosto so pregloboko zarezani, da bi bili zelo učinkoviti pri pečatenju, in so jih morda nosili le kot amulete. Zunaj Krete jih najdemo manj pogosto kot druge vrste. Njihovi modeli so običajno drzni in globoko izrezani, »izvedeni v hitri tehniki, ki prihrani čas«.
Kar je morda regionalni slog na velikih pečatih iz Zakrosa v LM I, ima eksotične hibridne pošasti, kot so Orlove dame, par prsi s krili in ptičjo glavo ali čelado brez glave. Drugi ima moške človeške noge, ptičja krila in rogato kozjo glavo, tretji pa velika oprsja, krila metulja, človeško glavo s krono in živalske noge. Čeprav so »brez dvoma imeli dizajni nekaj čarobnega pomena«, se zdi, da obstaja tudi močan element muhaste fantazije.
Ko je bila uporabljena kovina, večinoma kot zlati prstani, so bili možni zapleteni modeli z veliko figurami.

## Pomembne arheološke najdbe
V Mikenah sta grobna kroga A in B skupine elitnih grobov z bogatimi grobnimi pridatki, ki vključujejo številne pečate, za katere se domneva, da so minojski, vsekakor glede na njihovo tradicijo in verjetno glede na kraj izdelave. Za Sinclairja Hooda ti predmeti (zlasti tisti iz kroga A) »v akutni obliki postavljajo sorodna vprašanja o tem, kako razlikovati celino od dela na Kreti, in pomen kakršnega koli razlikovanja, ki lahko obstaja«. Osem pečatov (trije kamniti, pet zlatih), najdenih v grobnem krogu A, je velikega tipa z več figurami. Čeprav prevladujejo prizori bojevanja in lova, so bili vsi najdeni v grobovih žensk. Ne zdi se, da so bili pečati dejansko uporabljeni za ustvarjanje odtisov na grški celini v tem trenutku, zato so bili ti predmeti, za katere se običajno domneva, da so minojske izdelave, očitno obravnavani kot nakit za ženske.
Tolos v Vaphio (ali Vapheio) blizu Šparte je še ena znana najdba, ki je sprožila veliko razprav o izvoru mnogih kosov; zdaj se običajno misli, da sta dve zlati skodelici v prvem primeru kretska, druga pa mikenska, narejeni tako, da se ujemata. 43 pečatov v grobnici vključuje različne fine kamne in zlato, več pa jih ima vzporednice s kretskimi najdbami. Zdi se, da jih je knežja figura, ki je tam pokopana, nosila na svojih zapestjih, kot sodobno zapestnico z obeski. Sinclair Hood je verjel, da je bilo na ta datum »na splošno mogoče klasificirati lepše pečate kot kretske, bolj grobo vgravirane celinske proizvodnje«, vendar da »to merilo ne velja več po celinski osvojitvi Krete okoli leta 1450«.
Leta 2015 je mednarodna skupina arheologov, ki so jo vodili raziskovalci Univerze v Cincinnatiju, odkrila Grobnico Griffinovega bojevnika, nedotaknjeno grobnico bojevnika iz bronaste dobe v Pilosu v jugozahodni Grčiji. Grob je vseboval več kot 50 pečatnikov iz zlata ali trdega kamna z zapletenimi rezbarijami v minojskem slogu, ki prikazujejo boginje, oltarje, trstike, leve in bike, nekateri s skakalci, ki se dvigajo nad bikovimi rogovi – vse v minojskem slogu in verjetno narejeno na Kreti. Bojni ahat iz Pilosa je najbolj izjemen med njimi.

## Galerija
- Zgodnji 'pečat gumb' iz slonovine z odtisom, gumb oblikovan kot opica
- Dragulj 'lov na merjasce'
- Risba prejšnjega pečata
- Ribji in živalski pečati in vtisi
- ena od izrezljanih ploskev pečata prizme v jaspisu
- Pogled s konca istega pečata prizma v jaspisu
- Lentoidni poznominojski pečat v ahatu: pečat in odtis
- Stranski pogled istega pečata
- muzejski primeri – vtisi (prikazani so tudi žigi)